# William Kinnimond Burton
William Kinnimond Burton (11 mai 1856 - 5 août 1899) est un ingénieur et photographe britannique qui fut conseiller étranger au Japon pendant l'ère Meiji.

## Biographie

### Enfance et formation
Né à Édimbourg, Burton est le fils de John Hill Burton, avocat et historien amateur, qui est notamment l'auteur de deux livres sur l'économie qui furent bien reçus au Japon. Sa mère est la fille du docteur Cosmo Innes, un des tout premiers photographes amateurs d'Écosse. Il fut un ami d'enfance de Sir Arthur Conan Doyle, qui demanda son avis pour son livre The Engineer’s Thumb (un autre de ses livres Girdlestone et Cie lui est dédié).
Burton étudia au Edinburgh Collegiate School, mais au lieu d'aller à l'université, il commença en 1873 un apprentissage de cinq ans auprès des ingénieurs de Brown Brothers & Co. Ltd à l'usine sidérurgique de Rosebank d'Edimbourg. Devenu dessinateur en chef, il quitta l'entreprise en 1879 pour s'associer avec son grand-père Cosmo Innes dans la conception de systèmes hydrauliques. En 1881, il devint ingénieur résident à l'agence de protection sanitaire de Londres.

### Carrière au Japon
En mai 1887, il fut invité par le gouvernement de Meiji à devenir premier professeur de génie sanitaire à l'université impériale de Tokyo, à une époque où le pays connaissait plusieurs épidémies graves, notamment de choléra. Cette proposition était inhabituelle car Burton était surtout un autodidacte, et n'avait pas un impressionnant parcours universitaire et professionnel comme ses confrères. On ignore qui a recommandé Burton au gouvernement japonais, et ce qui l'a incité à quitter une carrière prometteuse à Londres pour accepter une affectation qu'il pensait temporaire.
Pendant neuf ans, Burton forma un certain nombre d'ingénieurs hydrauliques, et il devint conseiller au département sanitaire du ministère de l'Intérieur, concevant plusieurs systèmes hydrauliques de différentes villes dont Tokyo. Ses réalisations sont considérées comme les débuts du génie sanitaire et environnemental au Japon. Le système filtrant le sable qu'il conçut à Shimonoseki dans la préfecture de Yamaguchi est toujours en activité aujourd'hui et produit une eau si pure qu'elle est aussitôt mise en bouteille (avec le portrait de Burton sur l'étiquette).
Burton a aussi dessiné le premier gratte-ciel du Japon : le Ryōunkaku dans le quartier d'Asakusa à Tokyo. Cet immeuble de 12 étages et de presque 69 m de hauteur fut le plus haut bâtiment de la ville à l'époque. Inauguré en 1890, ce bâtiment acquit le statut de symbole de la modernité du Japon et se vantait d'avoir le premier ascenseur électrique du pays. Terriblement endommagé par le grand tremblement de terre de 1923, il dut être démoli.
Burton était aussi photographe amateur et contribua à l'histoire de la photographie au Japon. Il publia plusieurs ouvrages techniques et envoya des clichés à des magazines londoniens, ce qui permit de lever le voile sur le Japon, pays très mal connu en Occident. Il fit également beaucoup pour faire connaitre plusieurs photographes japonais en Grande-Bretagne. Burton travailla avec le sismologue John Milne dans la réalisation d'un livre décrivant et illustrant le grand tremblement de terre de Nōbi de 1891. L'ouvrage montre le sort du peuple japonais et l'impact du séisme sur leur environnement, en partie grâce à des images émouvantes de Kazumasa Ogawa,.
En plus d'avoir photographié les conséquences du tremblement de terre, Burton a aussi pris en photo les "us et coutumes" des Japonais, des images de la ville de Hakone, du mont Fuji et des scènes de la vie quotidienne. Il s'associa étroitement avec le photographe japonais Kazumasa Ogawa avec qui il est un des fondateurs de la société photographique japonaise, la première organisation du pays pour les photographes amateurs.
En 1896, après l'expiration de son contrat de professeur à l'université, Burton partit pour Taïwan où il travailla comme ingénieur et aida beaucoup à améliorer le système d'assainissement de plusieurs villes (qui étaient sous l'autorité du gouverneur-général de Taïwan japonais). Il retourna au Japon même en 1899.
Burton commença une liaison avec une Japonaise, Matsu Orakawa, avec qui il eut une fille (Tamako) en 1892. Le 19 mai 1894, il épousa la mère de son enfant lors d'une cérémonie au consulat britannique à Tokyo.
Burton avait l'intention de retourner en Écosse avec sa famille japonaise pour revoir sa mère, mais il tomba subitement malade et mourut le 5 août 1899 à l'âge de 43 ans. Il est enterré au cimetière d'Aoyama à Tokyo, sa tombe est ornée d'un monument impressionnant érigé par ses amis et ses anciens élèves. En 2006, un mémorial fut également érigé dans sa ville natale d'Edimbourg, en l'honneur des 150 ans de son anniversaire.

## Publications (liste non-exhanustive)
- The ABC of Modern Photography (1884)
- Modern Photography (1887)
- The Process of Pure Photography (1889)
- The Great Earthquake of Japan (1891) (texte par John Milne)
- The Volcanos of Japan, 1892 (texte par John Milne)
- Practical Guide to Photography (1892)
- Outdoor Life in Japan (1893) (texte par J Murdoch)
- Wrestlers and Wrestling in Japan (1895) (texte par  J Inoue)